# Fetogenese

Zeichnung aus Gray’s Anatomy: Uterus mit Fötus (5–6 Monate)

Die Fetogenese (von lateinisch fetus ‚Brut‘, ‚Nachkommenschaft‘ und altgriechisch γένεσις genesis, deutsch ‚Entstehung‘, ‚Entwicklung‘) ist die weitere Entwicklung der Leibesfrucht nach Ausbildung der Organe (Organogenese) bis zur Geburt, in der die Entwicklung der Organe (Morphogenese) und die Ausdifferenzierung der Gewebe (Histogenese) erfolgt. Sie beginnt beim Menschen mit dem 61. Schwangerschaftstag und löst damit die Embryogenese ab. In der 40. Schwangerschaftswoche sind die Reifezeichen des Fötus vollständig nachweisbar.
Der Zeitraum vom Beginn des 3. Monats wird als Fetalperiode bezeichnet, da man das Kind ab dem Ende der 8. Woche als Fetus bezeichnet. Sie ist durch schnelles Wachstum des Körpers gekennzeichnet. Entwicklungsverzögerungen in dieser Zeit können später wieder aufgeholt werden. In dieser Phase wird auch das Risiko für Fehlgeburten und Missbildungen des Fetus vermindert.
Während des 3. Monats verändern sich die Gesichtsproportionen, denn Augen und Ohren erreichen allmählich ihre endgültige Lage. Die Gliedmaßen verlängern sich und erste Muskelaktivitäten werden möglich, die aber noch nicht von der Mutter wahrgenommen werden.
Ab der 12. Woche post conceptionem (nach der Befruchtung) ist das Geschlecht des Feten sichtbar.
Im 4. und 5. Monat findet ein starkes Längenwachstum statt. An der Körperoberfläche wird die Lanugo-Behaarung ausgebildet. Bis heute ist man sich nicht ganz im Klaren, ob diese Behaarung ein evolutionäres Relikt ist oder eine funktionelle Bedeutung hat.
Außerdem werden die Talgdrüsen aktiv und die Herztöne werden hörbar. Spätestens jetzt, im 5. Monat, werden die Bewegungen des Kindes von der Mutter deutlich wahrgenommen.
Im 6. Monat ist der Fetus ein wenig runzelig: Das hängt damit zusammen, dass die Haut wächst und die unter der Haut liegende Fettschicht jedoch nur langsam gebildet wird. Die etwa 50 Zentimeter lange Nabelschnur ist spiralförmig eingedreht, sodass der Fetus genügend Bewegungsfreiheit in der Fruchtblase hat. Vor allem das Wachstum steht nun im Vordergrund, da die Differenzierung der Organe weitgehend abgeschlossen ist. In diesem Monat beginnt auch die Reifung des Gleichgewichtssinnes.
Im 7. Monat wird die Lunge funktionstüchtig, damit ist der Fetus mit der 28. Woche als Frühgeburt lebensfähig.
Allmählich nähert sich die Geburt. In den letzten Wochen geht es vor allem um ein Wachstum des Fetus und um die Fertigstellung der lebenswichtigen Organe.
Im 8. Monat erfolgt eine starke Fettvermehrung im Unterhautfettgewebe, dadurch strafft sich die zuvor noch runzelige Haut. Zum Teil wird auch ein spezielles Fettgewebe, sogenanntes Braunes Fettgewebe besonders im Bereich der Schulterblätter angelegt. Braunes Fettgewebe kann bei Bedarf sehr schnell Fett in Wärme umsetzen und dient dazu, postnatal (also nach der Geburt) den Wärmehaushalt zu regulieren.
Auch findet nun die Reifung des Geruchssinnes statt.
Die Leber weist ein stärkeres Wachstum auf und speichert eisenhaltige Verbindungen.
Im 9. Monat sinkt der Fetus tiefer ins mütterliche Becken und somit gelangt er dabei in die entsprechende Geburtslage. Schließlich erfolgt nach 280 Tagen oder 40 Wochen, gerechnet vom 1. Tag der letzten Regel, bzw. 266 Tage oder 38 Wochen, gerechnet vom Zeitpunkt der Befruchtung, die Geburt.